# Bikkia parviflora
Bikkia parviflora är en måreväxtart som beskrevs av Rudolf Schlechter och Kurt Krause. Bikkia parviflora ingår i släktet Bikkia och familjen måreväxter. Inga underarter finns listade i Catalogue of Life.